# Centro Maranhense
Centro Maranhense is een van de vijf mesoregio's van de Braziliaanse deelstaat Maranhão. Zij grenst aan de mesoregio's Norte Maranhense in het noorden, Leste Maranhense in het oosten en zuidoosten, Sul Maranhense in het zuiden en zuidwesten en Oeste Maranhense in het westen en noordwesten. De mesoregio heeft een oppervlakte van ca. 54.113 km². Midden 2004 werd het inwoneraantal geschat op 868.869.
Drie microregio's behoren tot deze mesoregio:
- Alto Mearim e Grajaú
- Médio Mearim
- Presidente Dutra

Mesoregio's: Centro Maranhense · Leste Maranhense · Norte Maranhense · Oeste Maranhense · Sul Maranhense

Microregio's: Aglomeração Urbana de São Luís · Alto Mearim e Grajaú · Baixada Maranhense · Baixo Parnaíba Maranhense · Caxias · Chapadas das Mangabeiras · Chapadas do Alto Itapecuru · Chapadinha · Codó · Coelho Neto · Gerais de Balsas · Gurupi · Imperatriz · Itapecuru Mirim · Lençóis Maranhenses · Litoral Ocidental Maranhense · Médio Mearim · Pindaré · Porto Franco · Presidente Dutra · Rosário